# إلويلو
إلويلو هي مقاطعة في الفلبين، تتبع بيسايا الغربية، بلغ عدد سكانها 1٬805٬576 نسمة، في 2010، عاصمتها مدينة إيلويلو، تبلغ مساحتها 5٬000٫83 كيلومتر مربع، رمزها البريدي هو 5000–5043.

## الموقع
تشترك في الحدود مع:
- آنتيك
- غيماراس
- ماسبات.

## التقسيمات الإدارية
- مدينة إيلويلو
- Passi, Iloilo [الإنجليزية]‏
- Ajuy, Iloilo [الإنجليزية]‏
- Alimodian [الإنجليزية]‏
- Anilao, Iloilo [الإنجليزية]‏
- Badiangan [الإنجليزية]‏
- Balasan [الإنجليزية]‏
- Banate, Iloilo [الإنجليزية]‏
- Barotac Nuevo [الإنجليزية]‏
- Barotac Viejo [الإنجليزية]‏
- Batad, Iloilo [الإنجليزية]‏
- Bingawan [الإنجليزية]‏
- Cabatuan, Iloilo [الإنجليزية]‏
- Calinog [الإنجليزية]‏
- Carles, Iloilo [الإنجليزية]‏
- Concepcion, Iloilo [الإنجليزية]‏
- Dingle, Iloilo [الإنجليزية]‏
- Dueñas, Iloilo [الإنجليزية]‏
- Dumangas [الإنجليزية]‏
- Estancia, Iloilo [الإنجليزية]‏
- Guimbal [الإنجليزية]‏
- Igbaras [الإنجليزية]‏
- Janiuay [الإنجليزية]‏
- Lambunao [الإنجليزية]‏
- Leganes, Iloilo [الإنجليزية]‏
- Lemery, Iloilo [الإنجليزية]‏
- Leon, Iloilo [الإنجليزية]‏
- Maasin, Iloilo [الإنجليزية]‏
- Miagao [الإنجليزية]‏
- Mina, Iloilo [الإنجليزية]‏
- New Lucena [الإنجليزية]‏
- اوتن
- Pavia, Iloilo [الإنجليزية]‏
- Pototan [الإنجليزية]‏
- San Dionisio, Iloilo [الإنجليزية]‏
- San Enrique, Iloilo [الإنجليزية]‏
- San Joaquin, Iloilo [الإنجليزية]‏
- San Miguel, Iloilo [الإنجليزية]‏
- San Rafael, Iloilo [الإنجليزية]‏
- Santa Barbara, Iloilo [الإنجليزية]‏
- Sara, Iloilo [الإنجليزية]‏
- Tigbauan [الإنجليزية]‏
- Tubungan [الإنجليزية]‏
- Zarraga [الإنجليزية]‏.